# Al Capone (film)
Pour les articles homonymes, voir Al Capone (homonymie).
Pour plus de détails, voir Fiche technique et Distribution.
Al Capone est un film américain réalisé par Richard Wilson, sorti en 1959.

## Synopsis
Un film biographique sur le gangster Al Capone.

## Fiche technique
- Titre : Al Capone
- Réalisation : Richard Wilson
- Scénario : Malvin Wald et Henry F. Greenberg
- Musique : David Raksin
- Photographie : Lucien Ballard
- Montage : Walter Hannemann
- Production : Leonard Ackerman et John H. Burrows
- Société de production : Allied Artists Pictures
- Société de distribution : United Artists (France) et Allied Artists Pictures (États-Unis)
- Pays :  États-Unis
- Genre : Biopic, drame et film de gangsters
- Durée : 104 minutes
- Dates de sortie : 
  - États-Unis : 25 mars 1959
  - France : 12 juin 1959

## Distribution
- Rod Steiger : Al Capone
- Fay Spain : Maureen Flannery
- James Gregory : le sergent Schaeffer
- Martin Balsam : Mac Keely (basé sur Jake Lingle)
- Nehemiah Persoff : Johnny Torrio
- Murvyn Vye : George « Bugs » Moran
- Robert Gist : Dion O'Banion
- Lewis Charles : Earl Weiss
- Joe De Santis : Big Jim Colosimo
- Sandy Kenyon : Bones Corelli
- Raymond Bailey : Lawyer Brancato
- Al Ruscio : Tony Genaro
- Louis Quinn : Joe Lorenzo
- Ron Soble : John Scalisi
- Steve Gravers : Albert Anselmi
- Raikin Ben-Ari : Ben Hoffman

## Distinctions
Le film a été nommé pour deux Laurel Awards et obtenu le prix du sleeper hit de l'année.